# Julius Kühn
Julius Kühn (Duisburg, 1 de abril de 1993) é um handebolista profissional alemão, medalhista olímpico

## Carreira
Julius Kühn integrou a Seleção Alemã de Handebol no Rio 2016, conquistando a medalha de bronze.